# 施肥
施肥是指将肥料施于土壤中或喷洒在植物上，为植物提供所需养分，保持和提高土壤肥力的一种操作。

## 施肥的理论

### 养分归还学说
这个学说是由德国化学家李比希提出的。主要观点是：植物仅从土壤中摄取为其生活所必需的矿物质养分，由于土地不断地栽培作物，这样作物对土壤养分的摄取必然会消耗土壤中的矿物质养料，如果长期不能将被报取的这部分养分归还土地，土壤就会变得越来越贫瘠，最后甚至会寸草不生。轮作倒茬只能减缓土壤中养分贫瘠有速度，比较协调地利用土壤中现存的养分，但不能彻底解决问题。为了保持土壤肥力，就必须把植物从土壤中摄怪的矿物质以施肥的方式归还给土壤。

### 最小养分律
1843年，李比希在其所著的《化学在农业和生理上的应用（第三版）》一书中提出了“最小养分律”。这也形象地称为“木桶定律”。最小养分律的基本观点是，作物产量主要受限于土壤中相对含量最少的养分，作物产量的高低主要取决于最小养分补充的程度。如果无视作物需要的这种养分含量最小的限制因子，其他养分再高，也难以提高作物的产量。只有增加最小养分的含量，才能提高作物的产量。

### 报酬递减律
报酬递减律是反映肥料投入与产出的客观规律。在作物产量水平较低的情况下，施肥与产量的关系往往是直线关系，而随着施肥量的继续增加，施肥量与产量之间形成曲线的关系。也就是说，在相同的生产条件下，随着施肥量的增加，作物产量也随之增加，但是作物的增产量随着施肥量的增加则逐渐递减。而且当作物产量达到最高之后，再增加施肥量不但不会增产，反而会减产。